# Leucophora palmonii
Leucophora palmonii este o specie de muște din genul Leucophora, familia Anthomyiidae, descrisă de Ackland în anul 1968.
Este endemică în Israel. Conform Catalogue of Life specia Leucophora palmonii nu are subspecii cunoscute.